# 87 Piscium
87 Piscium är en roterande variabel av Alfa2 Canum Venaticorum-typ (ACV) i Fiskarnas stjärnbild.
Stjärnan varierar mellan visuell magnitud +5,94 och 5,98 med perioden 2,8240 dygn.